# Bursoplophora madagassica
Bursoplophora madagassica är en kvalsterart som beskrevs av Sandór Mahunka 1994. Bursoplophora madagassica ingår i släktet Bursoplophora och familjen Protoplophoridae. Inga underarter finns listade.